# Patriarkh
Patriarkh (zapis stylizowany: PATRIARKH w języku angielskim oraz ПАТРИАРХЪ w cyrylicy) – polski zespół black metalowy, powstały w 2024 jako kontynuacja działalności grupy Batushka pod kierownictwem Bartłomieja Krysiuka. Zespół łączy elementy prawosławnej liturgii, muzyki ludowej oraz teatralnej narracji, tworząc koncepcyjne dzieła inspirowane historią i duchowością Podlasia.

## Historia
Zespół został założony w 2019 przez Bartłomieja Krysiuka po rozłamie w pierwotnym składzie Batushki. W 2019 wydali album Hospodi pod nazwą Batushka. W 2024, po podpisaniu kontraktu z Napalm Records, zespół zmienił nazwę na Patriarkh.
9 września 2024 Bartłomiej Krysiuk ogłosił za pośrednictwem oficjalnych kanałów społecznościowych swojego zespołu rezygnację z używania dotychczasowej nazwy Batushka oraz zapowiedział rebranding projektu muzycznego pod nową nazwą Patriarkh (stylizowaną cyrylicą jako Патриархъ).
20 września 2024 zespół zorganizował specjalny koncert w Krakowie, transmitowany na żywo w formule pay-per-view. Wydarzenie to miało charakter symboliczny, stanowiąc moment publicznego przejścia z tożsamości Batushka do Patriarkh.
Zmiana nazwy została sformalizowana po ostatnim koncercie w ramach trasy koncertowej Australasia, który odbył się 13 grudnia 2024 roku w Melbourne (Australia).
Pierwszym oficjalnym wydawnictwem muzycznym pod nazwą Patriarkh był utwór ВЕРШАЛИН III (WIERSZALIN III), opublikowany 15 października 2024 na platformach streamingowych. Premierze towarzyszył teledysk wyreżyserowany przez wieloletniego współpracownika zespołu w zakresie produkcji filmowej, artystę znanego pod pseudonimem Hiatsyntos.

### AlbumProrok Ilja
3 stycznia 2025 wyszedł album Prorok Ilja. Ukazał się on nakładem wytwórni Napalm Records, a został nagrany w studiach Tall Pine Records oraz Heinrich House pod okiem producentów Filipa Hałuchy i Mikołaja Kiciaka. Płyta opowiada historię Eliasza Klimowicza, niepiśmiennego chłopa z Grzybowszczyzny, który w latach 30. XX wieku ogłosił się prorokiem i założył prawosławną sektę znaną jako Sekta Grzybowska. Album zawiera osiem kompozycji, które łączą muzykę metalową z elementami folkloru i liturgii.
W dniu premiery albumu zespół zagrał koncert w towarzystwie orkiestry symfonicznej Squad Kulturalny oraz męskiego chóru. Koncert odbył się w Łodzi w Klubie Wytwórnia.

## Styl muzyczny
Patriarkh charakteryzuje się połączeniem black metalu z muzyką ludową, muzyką liturgiczną oraz neofolkiem. Zespół wykorzystuje tradycyjne instrumenty, takie jak tagelharpa, mandolina, mandocello, lira korbowa czy cymbały strunowe, a także orkiestrę symfoniczną, chóry męskie i żeńskie wokale. W warstwie tekstowej Patriarkh sięga po języki staro-cerkiewno-słowiański, białoruski, rosyjski, grecki, rumuński, bułgarski, chachłacki oraz po raz pierwszy – polski.

## Dyskografia

### Albumy Studyjne
- Hospodi / Господи (Metal Blade Records, 2019)
- Prorok Ilja / Пророк Илия (Napalm Records, 2025)

### Minialbumy (EP)
- Raskol / Раскол (2020)
- Carju Niebiesnyj / Царю небесный (2021)[13]

### Składanki
- Maria / Мария (2022)[14]